# Epactionotus itaimbezinho
Epactionotus itaimbezinho är en fiskart som beskrevs av Roberto Esser dos Reis och Schaefer, 1998. Epactionotus itaimbezinho ingår i släktet Epactionotus och familjen Loricariidae. Inga underarter finns listade i Catalogue of Life.